# 혼돈자
혼돈자(餛飩餈)는 베이징의 수십여년의 역사를 자랑하는 노포음식이다. 일종 중국의 만둣국이다.

## 식재료
- 혼돈자피
- 청경채
- 새우살
- 부추
- 건새우
- 김
- 고수
- 계란 고명

## 양념
- 참기름
- 다시다
- 설탕
- 소금

## 조리 과정
1. 싱싱한 새우살을 깨끗이 씻어서 반으로 자르고 부추는 잘게 썬다.
2. 새우살과 부추를 그릇에 담고 소금과 다시다, 설탕, 참기름을 넣어 골고루 버무려서 소를 만든다.
3. 혼돈자피에 소를 소량 넣고 혼돈자를 빚는다.
4. 냄비에 물을 두고 물이 끓으면 빚은 혼돈자를 넣고 뚜껑을 닫아 3분간 끓인다.
5. 혼돈자를 그릇에 담고 미리 끓여놓은 육수를 부은 다음 김과 고수, 건새우, 계란을 얹는다.

## 특징
- 피가 매우 얇다.
- 명칭이 다양하다. 혼돈자 이외에 사천(四川)에서는 용초수(龍抄手), 광동(廣東)에서는 운탄(雲呑)이라고 부른다.

## 같이 보기
- 만둣국